# Medytacje wiejskiego listonosza
Medytacje wiejskiego listonosza – piosenka z repertuaru zespołu Skaldowie, skomponowana przez Andrzeja Zielińskiego do tekstu Leszka Aleksandra Moczulskiego. Napisana została pod koniec 1968 roku. Piosenka stała się jednym z największych przebojów zespołu.
Po raz pierwszy została zaprezentowana w listopadzie 1968 roku, podczas otwarcia ośrodka TVP w Krakowie. W tym samym czasie utwór nagrano dla Polskiego Radia, natomiast w lutym, Skaldowie zarejestrowali piosenkę na trzeci album, Cała jesteś w skowronkach. W listopadzie 1968, utwór zyskał tytuł Radiowej Piosenki Miesiąca.
W 1971 roku zespół nagrał niemieckojęzyczną wersję tego utworu w NRD, a w 1972 roku nagrali utwór z warstwą liryczną w połowie w języku rosyjskim. Pierwsze z nagrań znalazło się na niemieckim albumie Skaldowie. Kraków, a drugie na radzieckiej albumie Skaldy.
W repertuarze koncertowym zespołu piosenka znajduje się od 1969 roku aż do dziś.

## Skład nagrania
- Andrzej Zieliński – fortepian, śpiew
- Jacek Zieliński – śpiew
- Konrad Ratyński – gitara basowa, śpiew
- Jerzy Tarsiński – gitara
- Krzysztof Paliwoda – gitara
- Jan Budziaszek – perkusja